# Aleksandra Górska
Aleksandra Górska, właśc. Aleksandra Maria Górska-Szajewska (ur. 6 lutego 1939 w Krakowie) – polska aktorka teatralna, filmowa i telewizyjna; nauczycielka akademicka, pedagożka, profesor sztuk teatralnych (1991); reżyserka.

## Życiorys
Absolwentka wydziału aktorskiego Państwowej Wyższej Szkoły Teatralnej im. Ludwika Solskiego w Krakowie i wydziału reżyserii dramatu Państwowej Wyższej Szkoły Teatralnej im. Aleksandra Zelwerowicza w Warszawie. Od 1981 wykładowca na tej ostatniej uczelni. Od 1991 profesor zwyczajny PWST Akademii Teatralnej im. Aleksandra Zelwerowicza w Warszawie.
Występowała w teatrach: Śląskim im. Stanisława Wyspiańskiego w Katowicach (1960–1964), im. Juliusza Słowackiego w Krakowie (1964–1970), oraz w teatrach warszawskich: Klasycznym (1970–1972), Studio (1972), Rozmaitości (1972–1983), Szwedzka 2/4 (1990–1992). W latach 1968–1970 pedagog PWST w Krakowie. W latach 1981–1987, 1993–1996, 2002–2008 prorektor PWST (Akademii Teatralnej im. Aleksandra Zelwerowicza) w Warszawie, w latach 1987–1993, 1996–2002 dziekan Wydziału Aktorskiego uczelni. Wykładowca Akademii Muzycznej im. Fryderyka Chopina w Warszawie, Politechniki Warszawskiej oraz Uniwersytetu Warszawskiego. Postanowieniem prezydenta RP z 18 sierpnia 2011 r. została odznaczona Krzyżem Oficerskim Orderu Odrodzenia Polski.
Męża, Andrzeja Szajewskiego, poznała podczas pracy w Teatrze Śląskim im. Wyspiańskiego w Katowicach. Ma z nim dwóch synów (Tadeusz, ur. 1971 i Łukasz, ur. 1977).

## Filmografia
- 1993–1994: Zespół adwokacki jako Aleksandra Helena Czernik
- 1995: Tato jako kobieta z biura kuratora sądowego
- 1995: Bebe Coup De Foudre jako Jeannine Henriet
- 1997: Historie miłosne jako bibliotekarka
- 1998: Miodowe lata jako pracownica urzędu skarbowego (odc. 5)
- 2000: Przeprowadzki jako przekupka (odc. 2)
- 2001: Requiem jako Jadwiga Grab, żona Bartłomieja
- 2004: Oficer jako Miklaszewska, kasjerka w banku (odc. 1 i 2)
- od 2008: Ojciec Mateusz jako babcia Lucyna Wielicka
- 2010: Zimowa córka jako żona rolnika
- 2010: Nie ten człowiek jako sąsiadka Zduńczyk-Sosnowskiego
- 2011: Rodzinka.pl jako ciotka Adela (odc. 44)
- 2012: Offline
- 2014: Miasto 44 jako starsza kobieta
- 2014: Jeziorak jako siostra przełożona
- 2015: Moje córki krowy jako ciotka
- 2015: Jeśli czytasz te słowa jako Zofia
- 2015: Ederly jako gospodyni księdza
- 2016: Komisarz Alex jako pani profesor (odc. 93)
- 2017: Pewnego razu w listopadzie jako siostra Kazia
- 2018: Pokój studentowi, tanio jako Eugenia
- 2020: Sala samobójców. Hejter jako babcia „Guzka”
- 2021: Usta usta jako pani Marysia
- 2022: Zołza jako pani Lucyna

## Teatr TV
- 1989: Przebudzenie wiosny reż. Piotr Cieślak
- 1991: W naszym domu reż. Kazimierz Karabasz
- 1992: Pelikan reż. Jan Englert
- 1994: Kordian reż. Jan Englert
- 1997: Dziady reż. Jan Englert
- 1998: Świat kolorów reż. Wiesław Komasa